# Qené
Un qené (amharique : ቀኔ) est un court poème traditionnel de la littérature éthiopienne. Généralement d'apparence simple, il dissimule en réalité un sens caché faisant référence à un évènement ou une situation historique. Le principal élément d'un qené est l'expression clé dont les mots doivent être lus différemment afin de percevoir la deuxième signification
Les qenés ont été utilisés aussi bien par la population que par les classes dirigeantes éthiopiennes ; ils ont servi, par exemple, lors de déclarations de guerre entre seigneurs locaux. 

## Exemple d'un qené amharique
| Amharique :                                     | Français : |
| ----------------------------------------------- | --- |
| « ሞጣ ቀራኒዮ ምን ነው አይታረስ በሬ ሳላይ መጣሁ ከዚያ እስከዚ ድረስ » | « Pourquoi ne cultive-t-ton pas les terres de Mota Qeraniyo ? Sans avoir vu un bœuf, j'ai voyagé d'ici à là-bas. » |

Après une première lecture, le qené semble être la simple expression d'un étonnement de la part de l'auteur. Mota Qeraniyo est une zone où les terres sont cultivables et il est surpris par l'absence de bœuf, animal tirant l'araire. L'expression clé est : « በሬ ሳላይ », en français : « sans avoir vu de bœuf » ; en effet, la version amharique peut être modifiée pour obtenir : « በ ሬሳ ላይ », c'est-à-dire : « sur des cadavres ». Le sens global change et le deuxième vers devient : « J'ai voyagé d'ici à là-bas sur des cadavres. ». En croisant les informations des deux versions (terres non cultivées, absence de bœufs et présence de cadavres), l'auteur nous apprend ainsi qu'une famine a frappé la région.